# The Mansion of Happiness

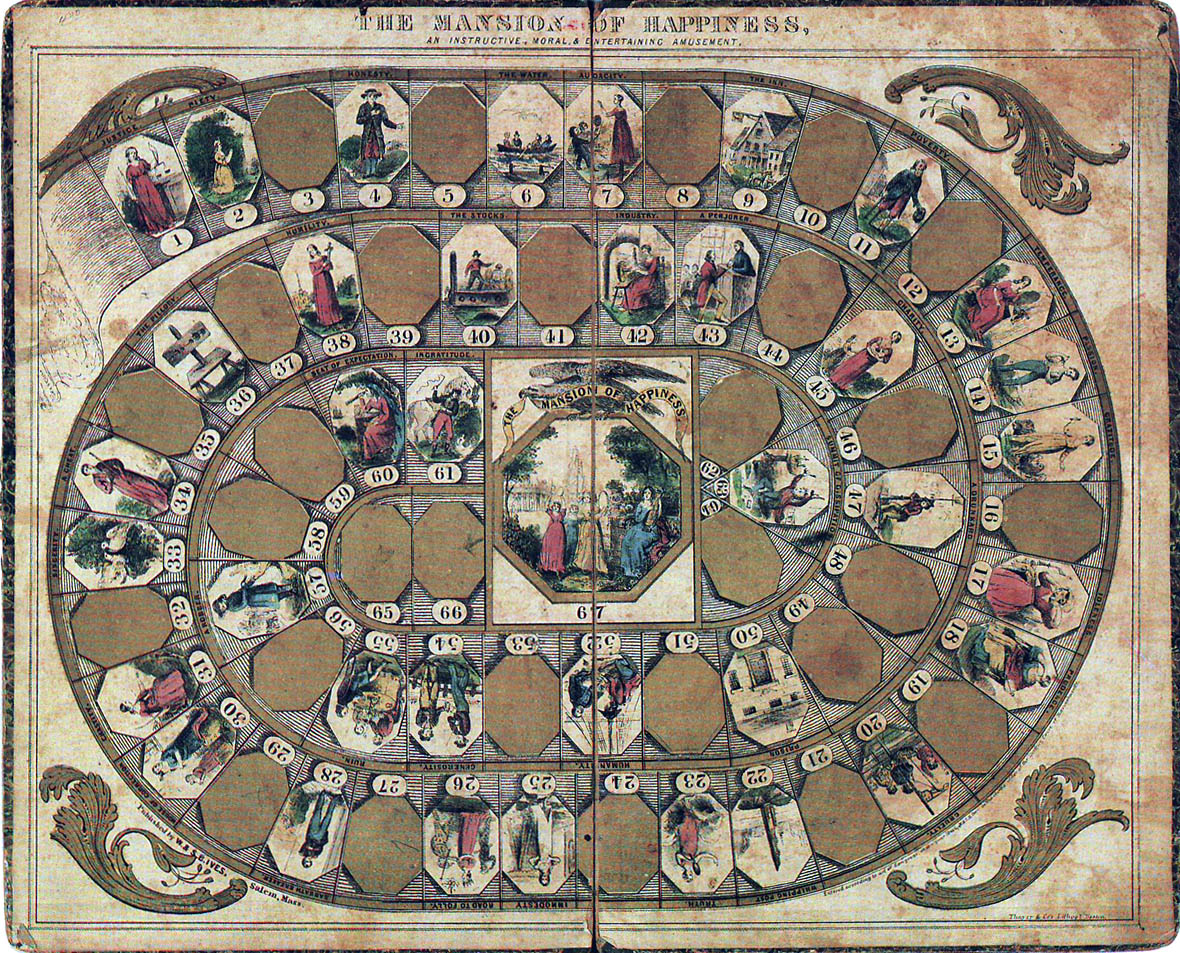
The Mansion of Happiness (1843)

The Mansion of Happiness és el nom del joc de tauler d'autor en venda durant més temps (des del 1800 al 1926) i un dels més famosos dels Estats Units al segle xix. Creat per George Fox a Anglaterra, es va comercialitzar a tots els territoris de parla anglesa de la mà de Parker Brothers. Consistia en un joc on s'havia avançar per caselles segons l'atzar fins a assolir la felicitat o meta. A banda de l'entreteniment, el joc pretenia ser un recurs educatiu en valors per als nens.

## Desenvolupament del joc
Els jugadors s'alternen per avançar la seva fitxa i arribar a la meta central, on homes i dones ballen feliços en una mena de paradís anticipat. El tauler consta de 66 caselles que s'organitzen en espiral al voltant d'aquesta meta, de manera que les fitxes el recorren linealment. Quan es cau en una casella associada amb una virtut, es pot avançar terreny extra, mentre que si s'arriba a una casella de vici, la fitxa retrocedeix. Les caselles de passions excessives obliguen a perdre torn.
El joc es basava en la moral del puritanisme, per això per assolir la felicitat calia conrear els valors cristians presents a les diferents caselles. S'avançava mitjançant una mena de baldufa amb cares poligonals per evitar el dau, associat al joc pecaminós. La meta té clares al·lusions a les representacions del paradís o cel cristià i per arribar-hi cal impulsar-se a través de virtuts: pietat, honestedat, temperança, gratitud, prudència, veritat i castedat.
El joc va conèixer 13 edicions diferents, amb variacions en les il·lustracions de les caselles i nombroses seqüeles o jocs que n'imitaven la mecànica però sobre altres temes.